# Chromatographie sur papier

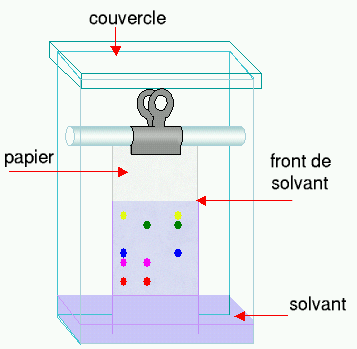
schéma d'une chromatographie sur papier

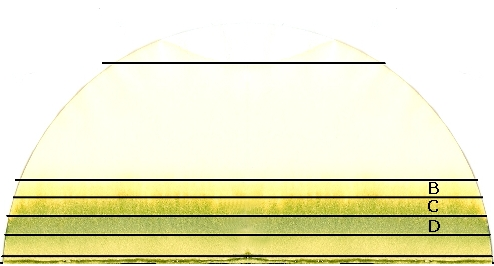
Résultat d'une chromatographie de base sur papier filtre. Fait avec des feuilles d'épinard

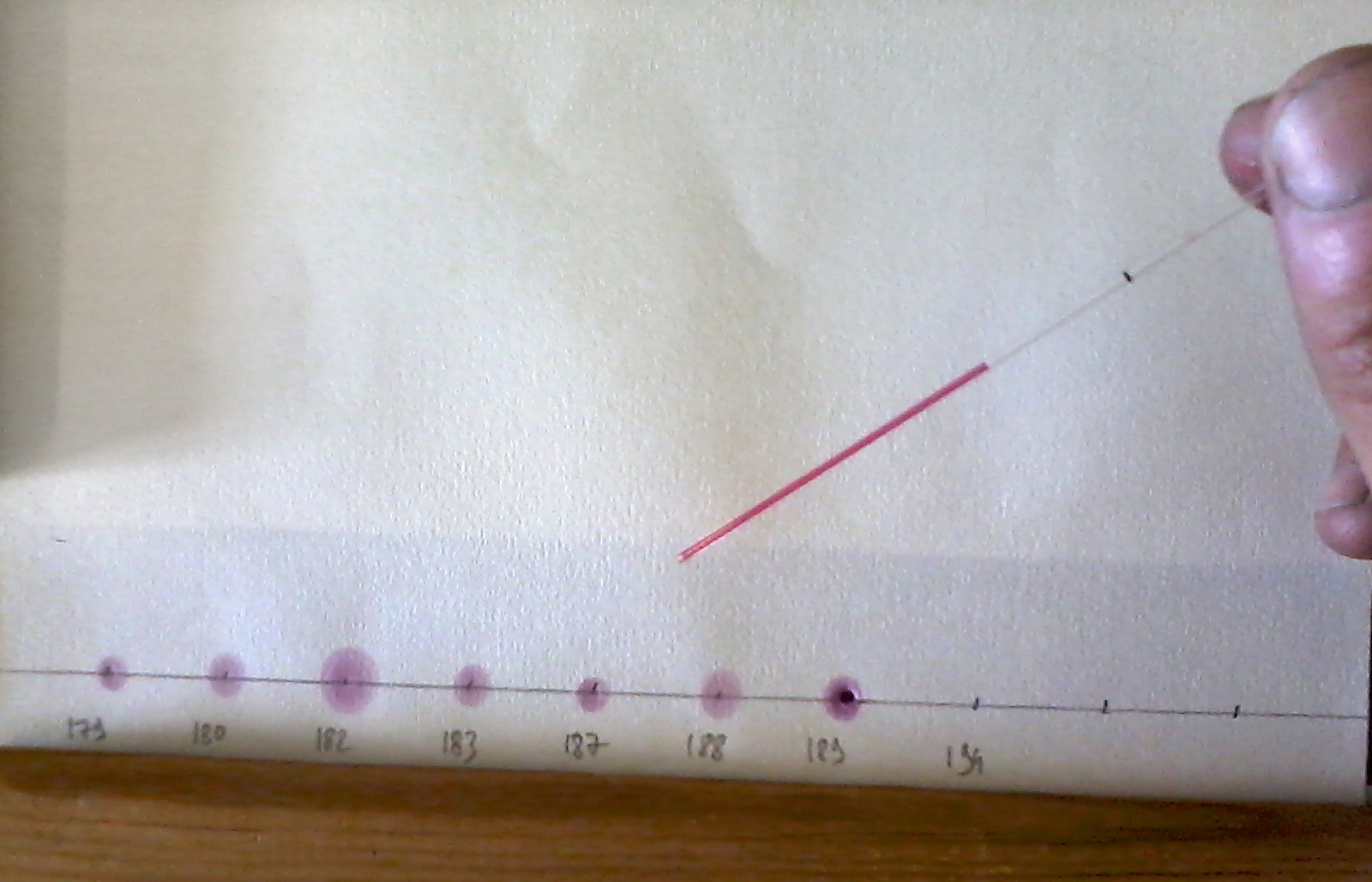
Dépôt de vin sur papier chromatographique, à l'aide d'un tube capillaire

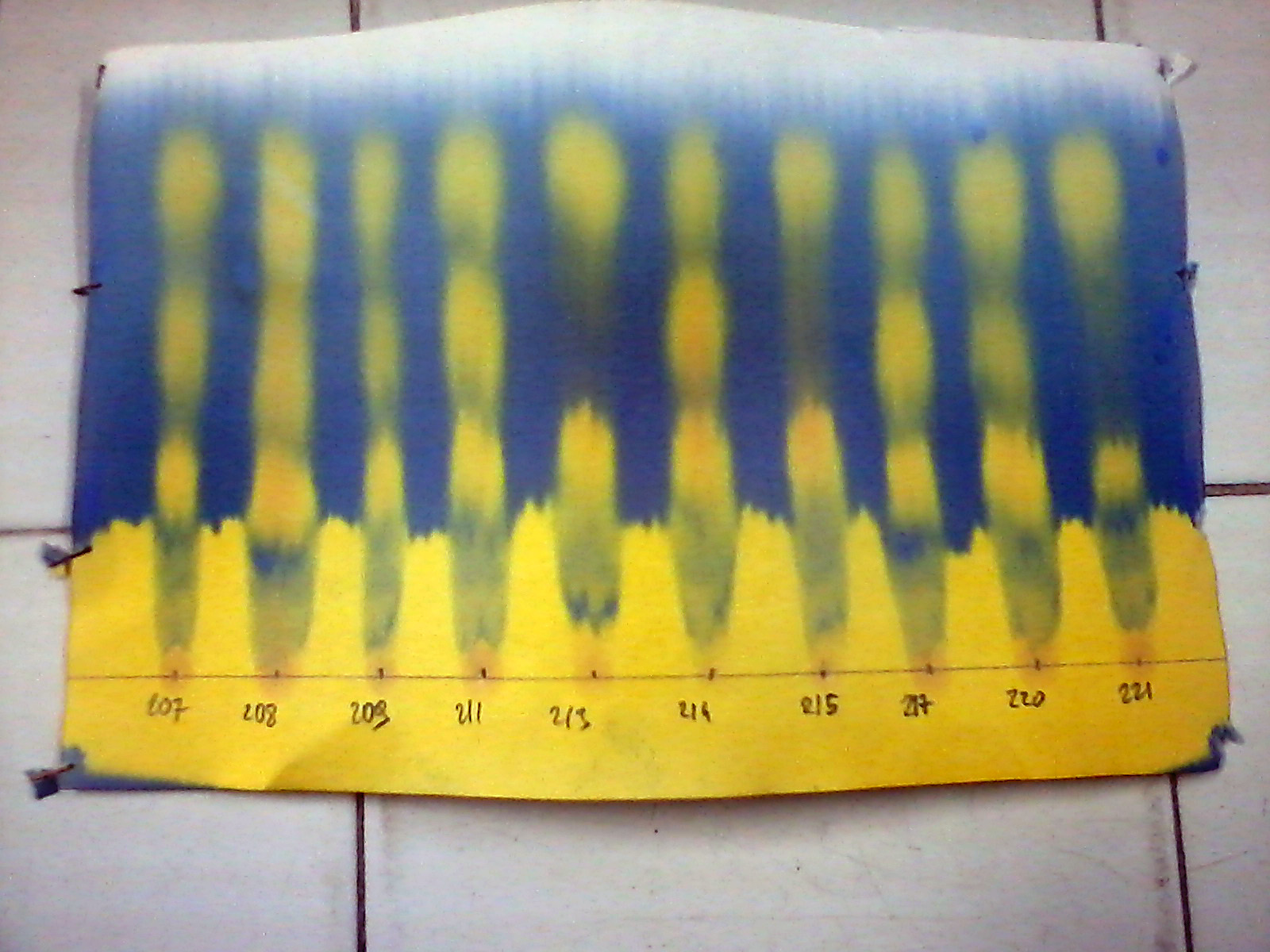
Révélation des migrations des acides du vin après élution dans une solution butanol/acide acétique et bleu de bromophénol

La chromatographie sur papier est une technique de chromatographie planaire dont la phase mobile est liquide.

## Mode opératoire
Pour effectuer une telle séparation, une petite quantité de la ou des solutions à analyser est déposée sur le bord d'une bande de papier de chromatographie.
Cet échantillon est adsorbé par le papier ; ce qui signifie que les molécules interagissent avec ce dernier et qu'elles auront tendance à rester au même endroit.
Le papier est ensuite trempé dans un solvant (éluant) comme un mélange eau/éthanol et placé dans un récipient fermé.
Pendant que le solvant (éluant) monte le long du papier par capillarité, il rencontre l'échantillon et l'entraîne.
Les différentes substances constituant l'échantillon migrent à différentes vitesses selon qu'elles interagissent plus ou moins fortement avec le papier.
La chromatographie sur papier demande un certain temps (généralement plusieurs heures).
Une fois l'opération terminée, généralement quand le front de solvant (éluant) est presque arrivé en haut du papier, le papier est retiré de la cuve et on laisse évaporer le solvant.
Le résultat est appelé chromatogramme.
Le chromatogramme est utilisé pour comparaison avec d'autres analyses effectuées sur des substances connues et prises dans des conditions identiques, pour identifier les substances de l'échantillon.
Les substances peuvent être identifiées en calculant la valeur du rapport frontal (Rf) qui peut être comparée à celles se trouvant dans les tables.
Cette valeur est calculée de la façon suivante :
Rf = (distance parcourue par l'échantillon) / (distance parcourue par le solvant)
Il y a plusieurs façons d'identifier les endroits où se trouvent les produits ainsi séparés :
1. les produits sont colorés, il n'y a rien de spécial à faire.
2. les produits sont fluorescents, on peut les identifier sous une lampe ultraviolette.
3. sinon, il faudra utiliser un révélateur qui réagira chimiquement avec les produits (en les détruisant) et dont le résultat sera coloré.

## Chromatographie bidimensionnelle sur papier
Pour séparer des mélanges complexes de substances similaires, il peut être utile d'employer la chromatographie bidimensionnelle. 
Celle-ci s'effectue en deux étapes entre lesquelles on change de solvant et on tourne le papier de 90°. Les interactions développées par le nouveau solvant seront différentes, ce qui modifiera la séparation dans cette deuxième dimension et permettra une meilleure séparation globale.

## Chromatographie sur papier micro-préparative
La chromatographie sur papier peut aussi constituer une technique micro-préparative : pour récupérer les produits ainsi séparés, les portions du papier où ils se situent sont découpées et les substances adsorbées sont ensuite re-dissoutes. Les quantités récupérables sont de l'ordre du milligramme ou moins.

## Histoire
La découverte de la chromatographie sur papier en 1943 par Martin et Synge a permis pour la première fois de séparer les  constituants des plantes permettant leur identification. Il y eut un développement rapide de l'activité de recherche dans ce domaine après 1945.